# Šemíkovice
Šemíkovice (dříve Šamikovice, oba názvy jsou pomnožné (6. pád v Šemíkovicích/v Šamikovicích), německy Schamikowitz) jsou malá vesnice, místní část obce Rouchovany v okrese Třebíč. Ve vesnici žije 75 obyvatel.

## Geografická charakteristika
Katastrální území Šemíkovic leží na východě na hranicích kraje Vysočina s krajem Jihomoravským v okrese Třebíč. Na severu sousedí s Rouchovany, na západě s Přešovicemi, na jihu s Tavíkovicemi a Horními Kounicemi a na západě s Rešicemi v okrese Znojmo.
Šemíkovice se rozkládají při silnici č. II/399, asi 1,5 km na jih od Rouchovan. K severovýchodu obcí protéká Šemíkovický potok, pravostranný přítok Rouchovanky (nedaleko Texlova mlýna). Rouchovanka pak vytváří východní hranice Šemíkovic i kraje Vysočina až k soutoku s Rokytnou. Ta stejně tak vytváří jižní hranice Šemíkovic. Obě údolí jsou chráněna jako součást přírodního parku Rokytná. Nadmořská výška vesnice se pohybuje kolem 360 m n. m. Území Šemíkovic vystupuje nejvýše v zalesněné západní části (417 m n. m.), nejníže (300 m n. m.) na východě v údolí Rokytné při tábořišti.
Na východě vesnice u lesa stojí telekomunikační věž.

## Název
Jméno vesnice bylo odvozeno od osobního jména Šemík, což byla domácká podoba některého jména začínajícího na Vše- a jehož druhá část začínala na -m- (například Všemír, Všemysl). Význam místního jména byl "Šemíkovi lidé". Od 15. století se používala i varianta Šamíkovice.

## Historie
První písemná zmínka o Šemíkovicích pochází z roku 1358.
Z hlediska územní správy byly Šemíkovice v letech 1869–1880 pod názvem Šamikovice osadou Rouchovan v okrese Moravský Krumlov, v letech 1890–1950 jako obec v tomtéž okrese, v letech 1961–1967 jako obec v okrese Třebíč; jako část Rouchovan jsou Šemíkovice vedeny od 1. ledna 1968.
| Rok            | 1869 | 1880 | 1890 | 1900 | 1910 | 1921 | 1930 | 1950 | 1961 | 1970 | 1980 | 1991 | 2001 |
| -------------- | ---- | ---- | ---- | ---- | ---- | ---- | ---- | ---- | ---- | ---- | ---- | ---- | ---- |
| Počet obyvatel | 316  | 284  | 267  | 291  | 296  | 297  | 281  | 198  | 239  | 202  | 142  | 99   | 90   |

Šemíkovice se zmiňují v první polovině 14. století v souvislosti s Louckým klášterem, jenž zde držel lán. Roku 1835 vykázala vesnice 254 obyvatel. Ve staré šemíkovické pečeti bývaly kosíř, radlice a krojidlo.

## Vítězslav Nezval

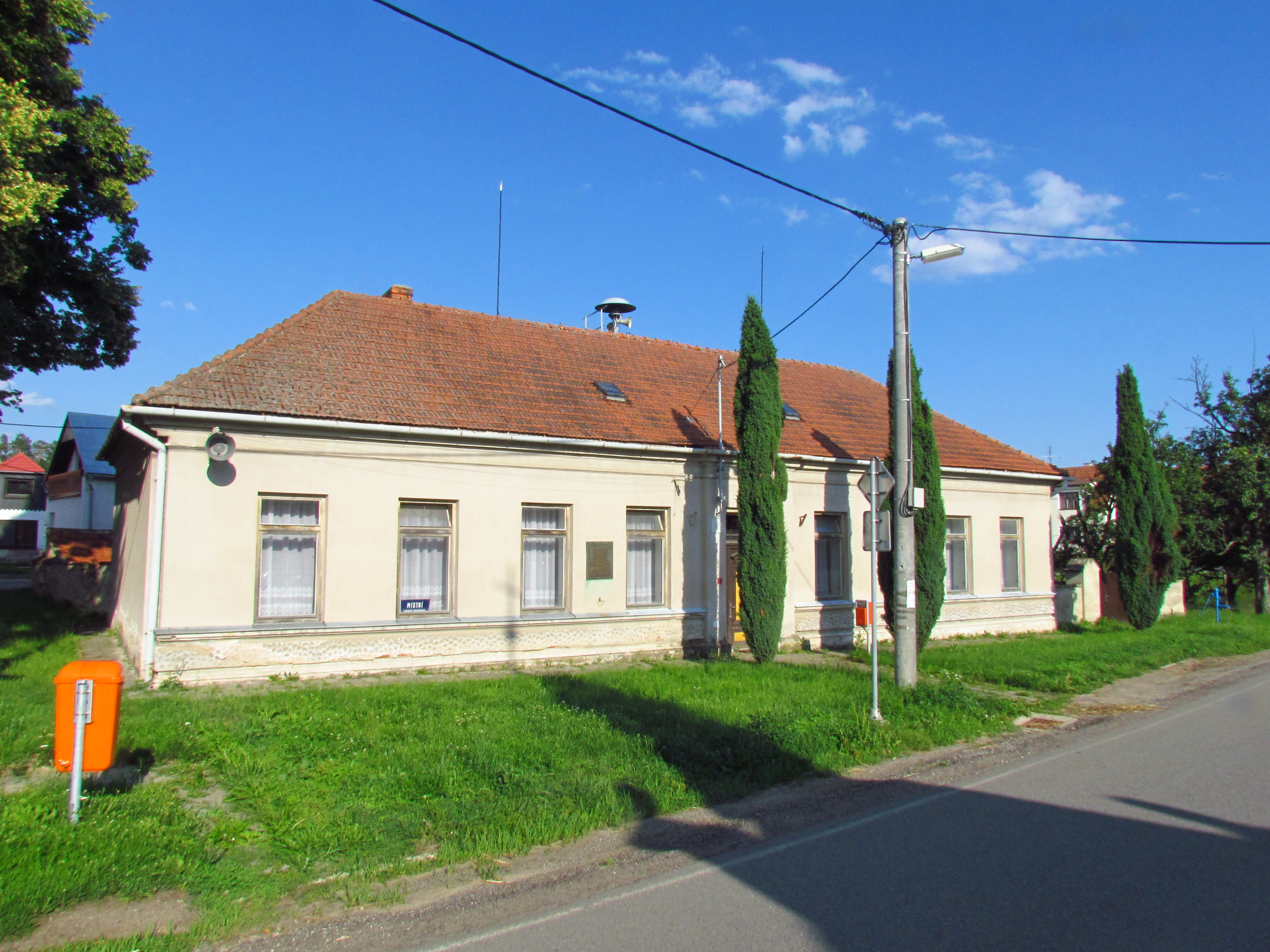
Budova základní školy, kterou Vítězslav Nezval navštěvoval, její součástí je i pamětní deska

Básník Vítězslav Nezval (1900–1958), který v Šemíkovicích navštěvoval v letech 1906–1911 obecnou školu (jeho učitelem zde byl jeho otec), vzpomíná na Šemíkovice (ještě pod názvem Šamikovice) takto:
| „ | „Vesnička Šamikovice, která se těžko hledá na mapě, poněvadž má (možná až dodnes) jen padesát devět stavení a není praničím významná, dala mi všecko, co je v mé poezii z říše přírody, přičemž počítám k přírodě nejen svět rostlinný a nerostný, ale také venkovany a jejich sídla. Tam dodnes zalétá můj duch pro city a obrazy, které jsem zanechal kdysi za milníky a listy natí, na dvorech a ovocných zahradách, všude, kam zabloudila má noha cestou letním prachem nebo kalužemi při dlouhých plískanicích.“ | “ |

## Pamětihodnosti
- kaplička
- Výrova skála v údolí Rokytné